# Manfred Schneider
Manfred Schneider (født 9. oktober 1941 i Schwerin) er en tysk tidligere roer.

## Karriere

### Roning
Schneider indledte sin karriere i single- og dobbeltsculler, inden han kom med i den østtyske otter ved OL 1968 i Mexico City, hvor han var med til at vinde B-finalen og dermed blive nummer syv. I denne båd blev han østtysk mester i 1970. Året efter roede han firer med styrmand og var her med til at blive østtysk mester samt at vinde EM-sølv.
Ved OL 1972 i München var han igen med i den østtyske otter, hvis besætning derudover bestod af Jörg Landvoigt, Hans-Joachim Borzym, Harold Dimke, Hartmut Schreiber, Manfred Schmorde, Bernd Landvoigt, Heinrich Mederow og styrmand Dietmar Schwarz. Østtyskerne blev nummer tre i deres indledende heat, hvilket var nok til at give kvalifikation til semifinalen. Her vandt de deres heat ved blandt andet at besejre USA og Sovjetunionen, men i finalen viste New Zealand som suverænt stærkest og vandt guldet, mens østtyskerne kæmpede med den amerikanske båd om de to øvrige medaljer, en strid der endte med, at USA vandt sølv blot seks hundrededele af et sekund foran DDR, mens der var langt ned til Sovjetunionen på fjerdepladsen.

### Øvrige karriere
Schneider studerede statskundskab og kom til at arbejde i finansafdelingen i sin klub, SG Dynamo Schwerin. Han blev gift med Inge Gabriel, der ligeledes var roer.

## OL-medaljer
- 1972:  Bronze i otter